# Confessions (Liza Minnelli)
Confessions è un album discografico in studio dell'artista Liza Minnelli, pubblicato nel 2010. 

## Tracce
1. Confession (Howard Dietz, Arthur Schwartz) – 1:45
2. You Fascinate Me So (Cy Coleman, Carolyn Leigh) – 3:10
3. All the Way (Sammy Cahn, Jimmy Van Heusen) – 4:09
4. I Hadn't Anyone Till You (Ray Noble) – 2:47
5. This Heart of Mine (Arthur Freed, Harry Warren) – 2:47
6. I Got Lost in His Arms (Irving Berlin) – 3:43
7. Remind Me (Dorothy Fields, Jerome Kern) – 3:05
8. Close Your Eyes (Bernice Petkere) – 2:53
9. He's a Tramp (Johnny Burke, Peggy Lee) – 2:33
10. I Must Have That Man (Fields, Jimmy McHugh) – 3:31
11. On Such a Night as This (Marshall Barer, Hugh Martin) – 3:54
12. Moments Like This (Burton Lane, Frank Loesser) – 2:46
13. If I Had You (James Campbell, Reginald Connelly, Ted Shapiro) – 4:48
14. At Last (Mack Gordon, Warren) – 3:29